# Villares de Jadraque
Villares de Jadraque ist ein Ort und eine Gemeinde (municipio) mit 45 Einwohnern (Stand: 2024) im Zentrum der Provinz Guadalajara in der Autonomen Gemeinschaft Kastilien-La Mancha. 

## Lage und Klima
Villares de Jadraque liegt in einer Höhe von ca. 1040 m in der Kulturlandschaft der Serranía. Die Entfernung zur südsüdwestlich gelegenen Provinzhauptstadt Guadalajara beträgt ca. 44 Kilometer (Fahrtstrecke). Das Klima ist gemäßigt bis warm; Regen (485 mm/Jahr) fällt übers Jahr verteilt.

## Bevölkerungsentwicklung
| Jahr      | 1970 | 1981 | 1991 | 2001 | 2011 | 2021 |
| Einwohner | 81   | 47   | 52   | 63   | 61   | 50   |

## Sehenswürdigkeiten

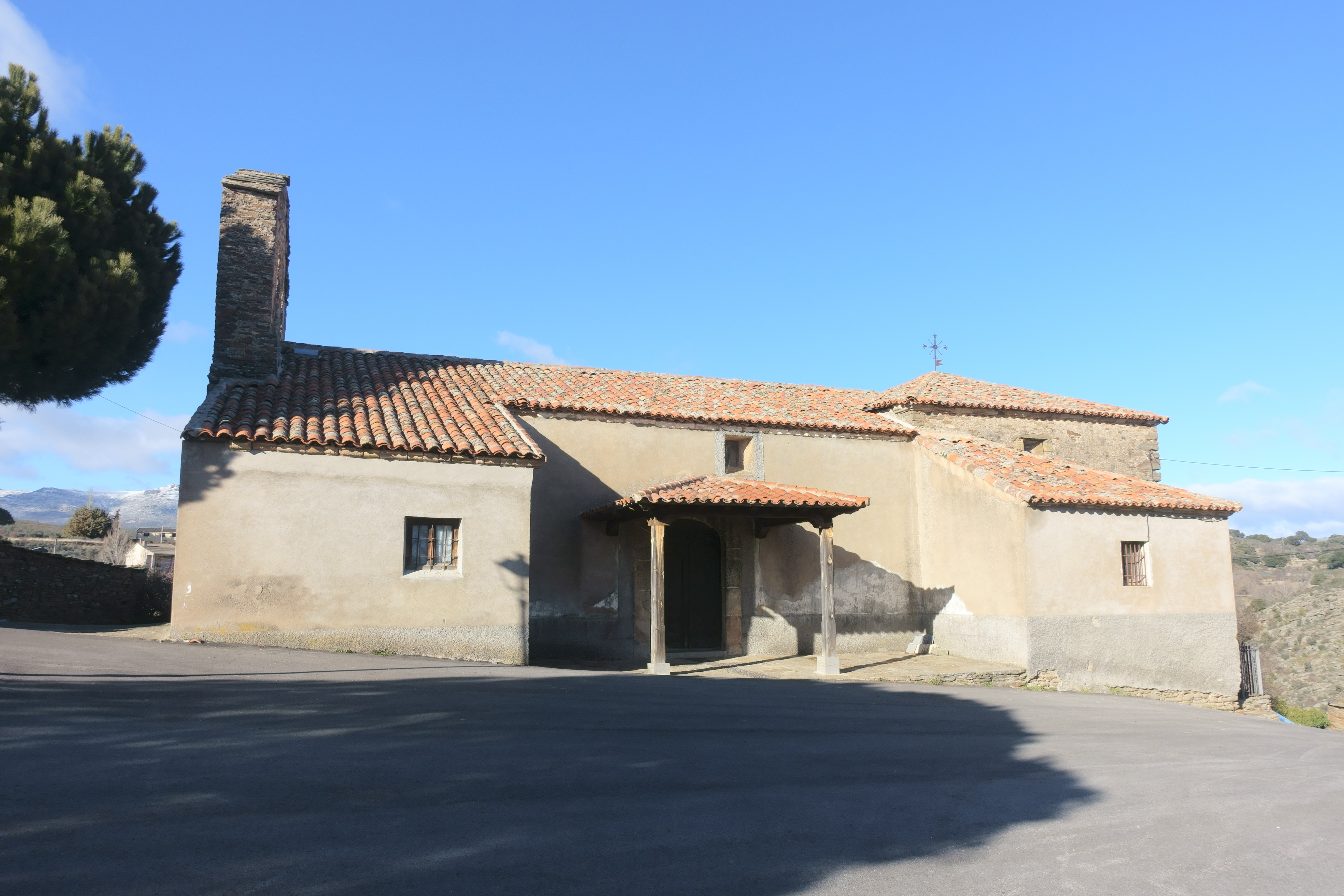
Kirche Mariä Geburt
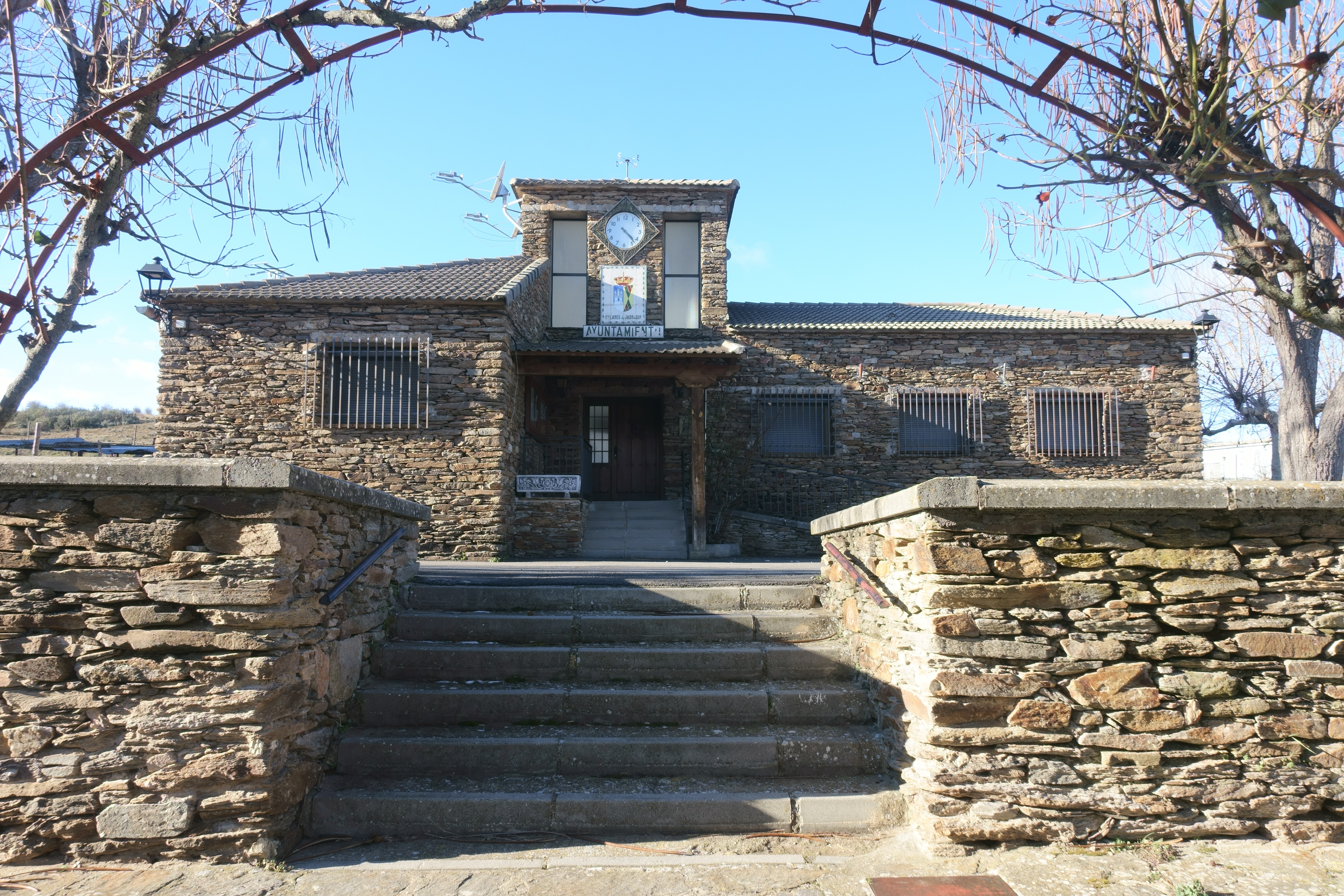
Rathaus

- Kirche Mariä Geburt
- Rathaus